# 喇叭

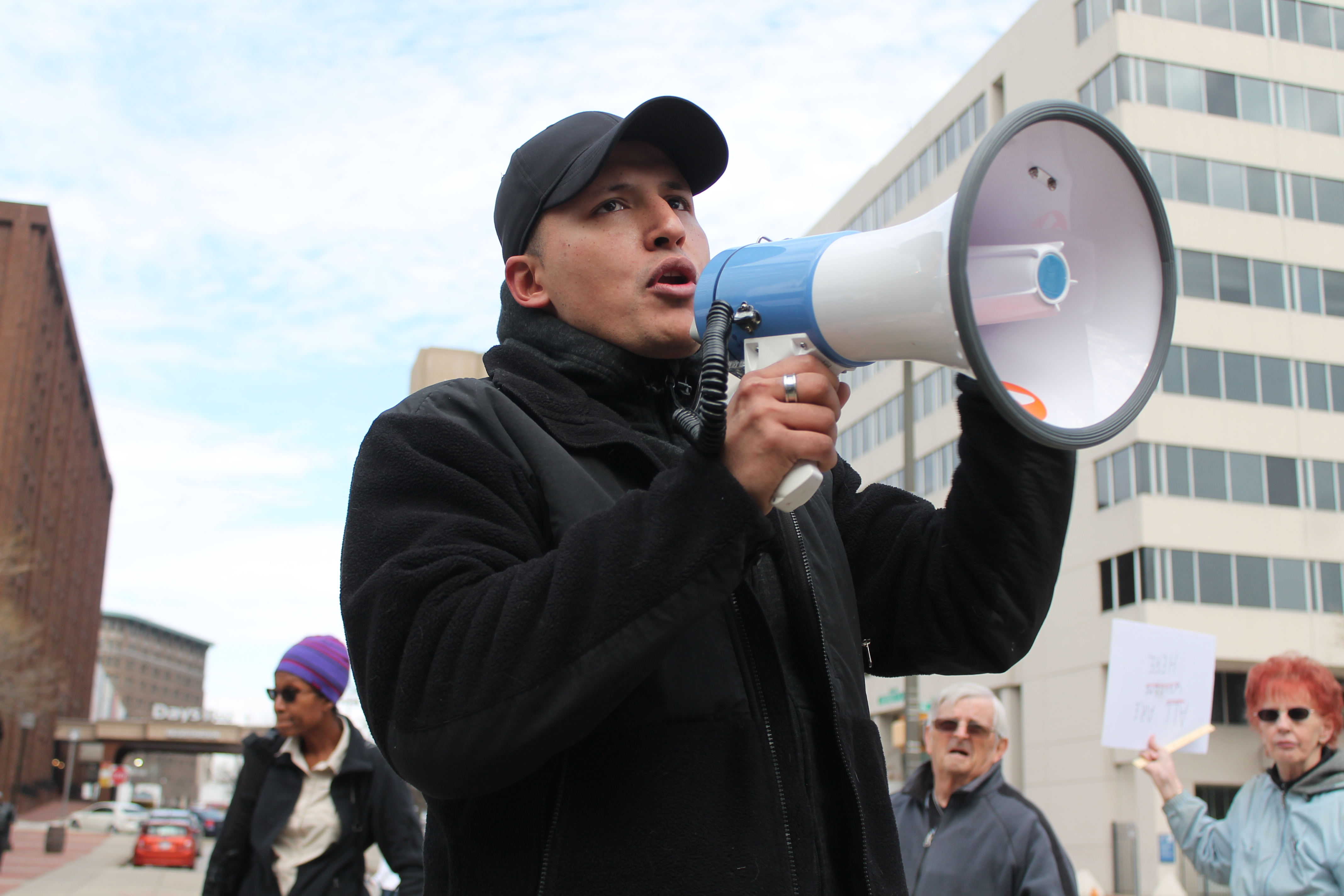
喊话器

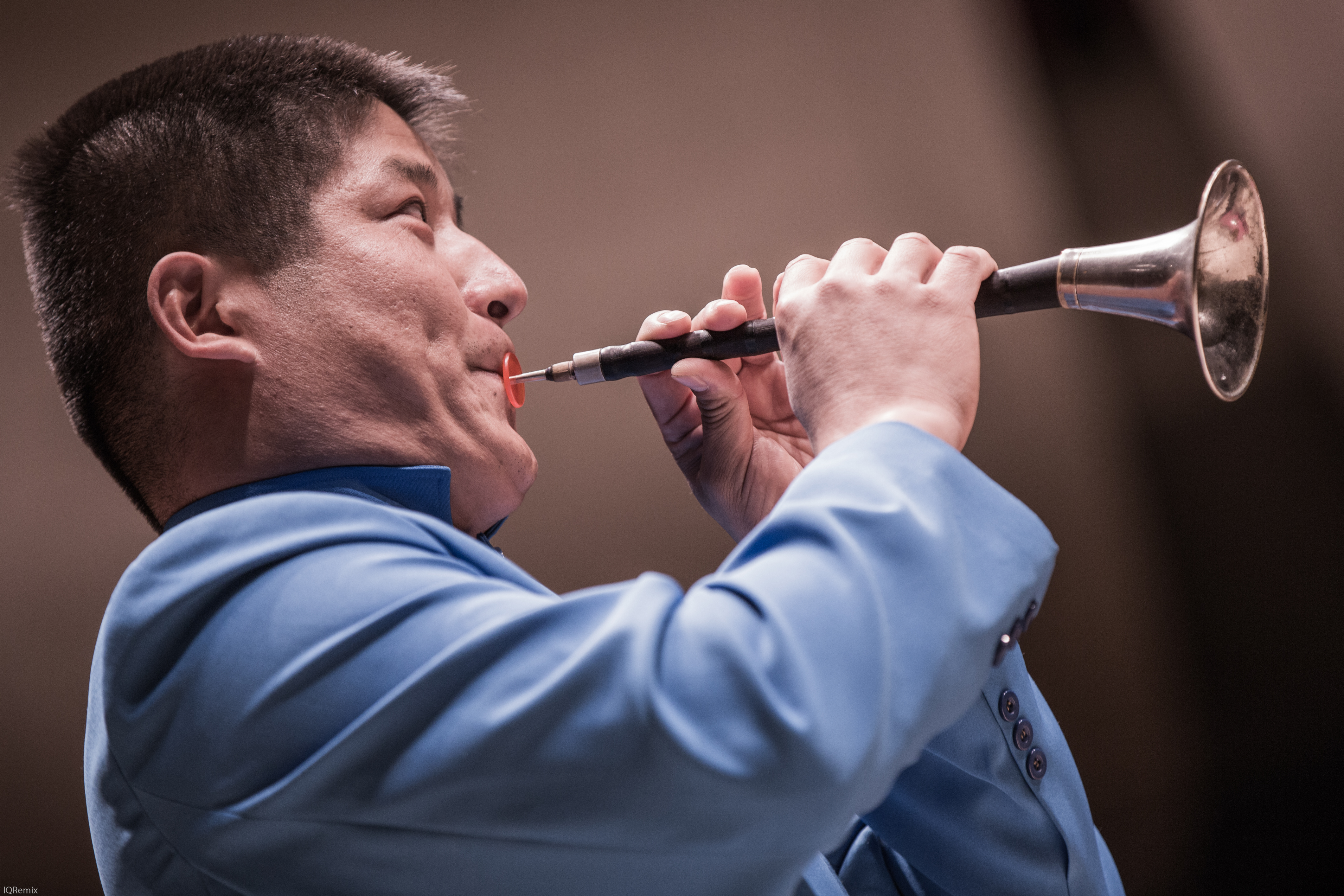
唢呐

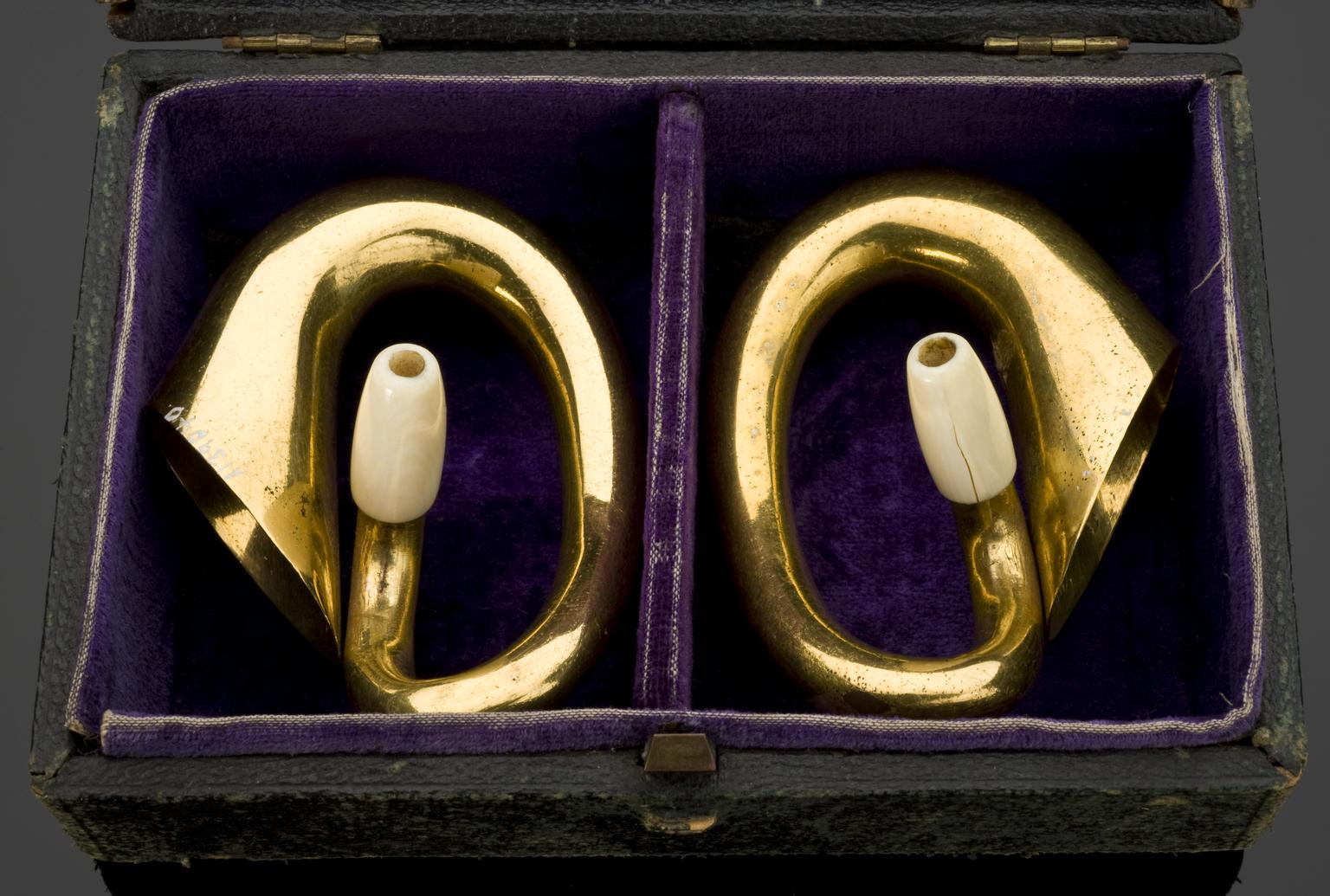
助听喇叭

喇叭（英語：horn）是一种用于增加声音传播效率的声学设备，其形状一端细长、一端宽大。喇叭既可用于提高发声音量，又可用于增强收音效果。

## 应用
- 号筒扬声器（英语：horn loudspeaker）
  - 喊话器
- 车辆喇叭
- 助听喇叭（英语：ear trumpet）
- 管乐器
  - 铜管乐器
  - 木管乐器：唢呐、狩猎双簧管（英语：Oboe da caccia）等